# Vincent Stochove
Vincent Stochove, seigneur de Sainte-Catherine, était un voyageur, écrivain et homme politique, né le 15 février 1605 à Bruges et mort le 25 décembre 1679 à Bruges.

## Biographie
Vincent Stochove est le fils de Jean Stochove, échevin de Bruges, et de Marie Reyvaert, dame de Sainte-Catherine. Sa sœur est l'épouse de Marc Arrazola de Oñate (nl).
Se trouvant à Livourne en 1630, il part en voyage au Levant avec un ami.
Arrivé à Constantinople, il se fait admettre dans l'ambassade française en qualité de gentilhomme. Il obtient du sultan Amurat un passeport pour libre passage dans tout l'empire ottoman. Ils traversèrent les côtes de l'Asie mineure, les îles de la mer Égée, Rhodes, Chypre, Alep, la Perse (alors en pleine guerre), Tripoli, Thabor, Tiberiade, Jérusalem, la Terre sainte, le Caire, les pyramides, Suez, l'ascension du mont Sinaï et Saint-Jean-d'Acre, d'où il retourna en Italie, dans un galère du grand-duc de Toscane, qu'il visita.
À son retour, il est bourgmestre de Bruges de 1650 à 1652, de 1657 à 1660, puis de 1665 à 1667. Il est député des États provinciaux de Flandre.

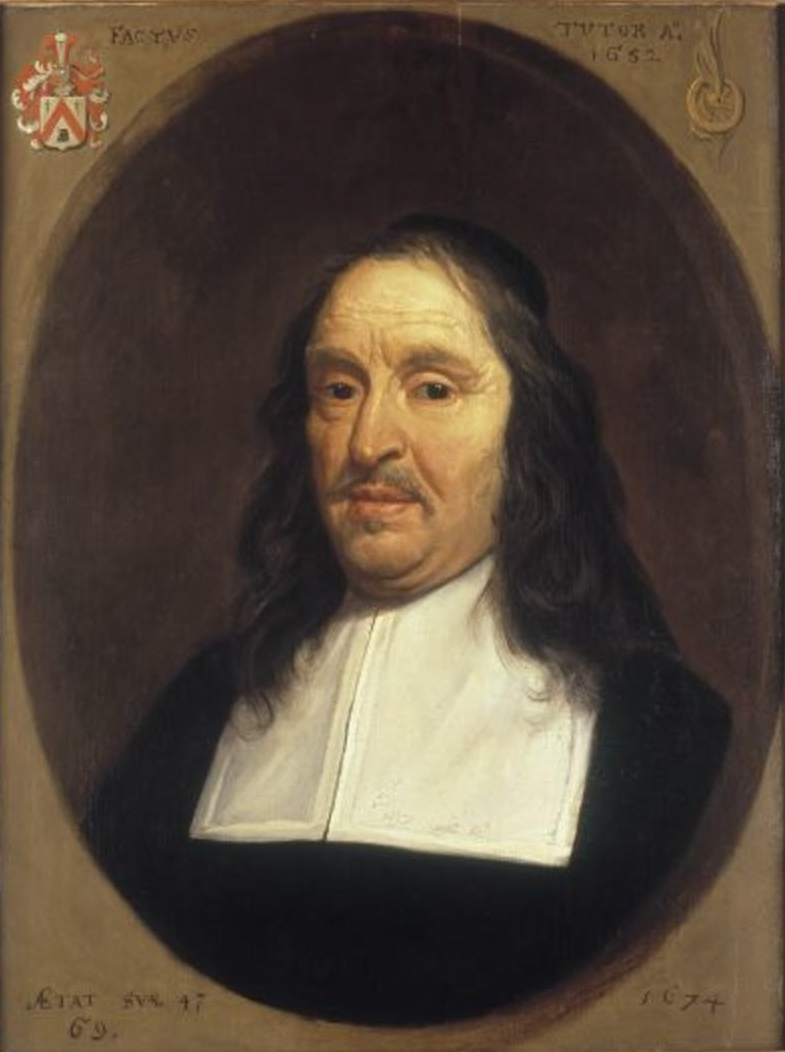
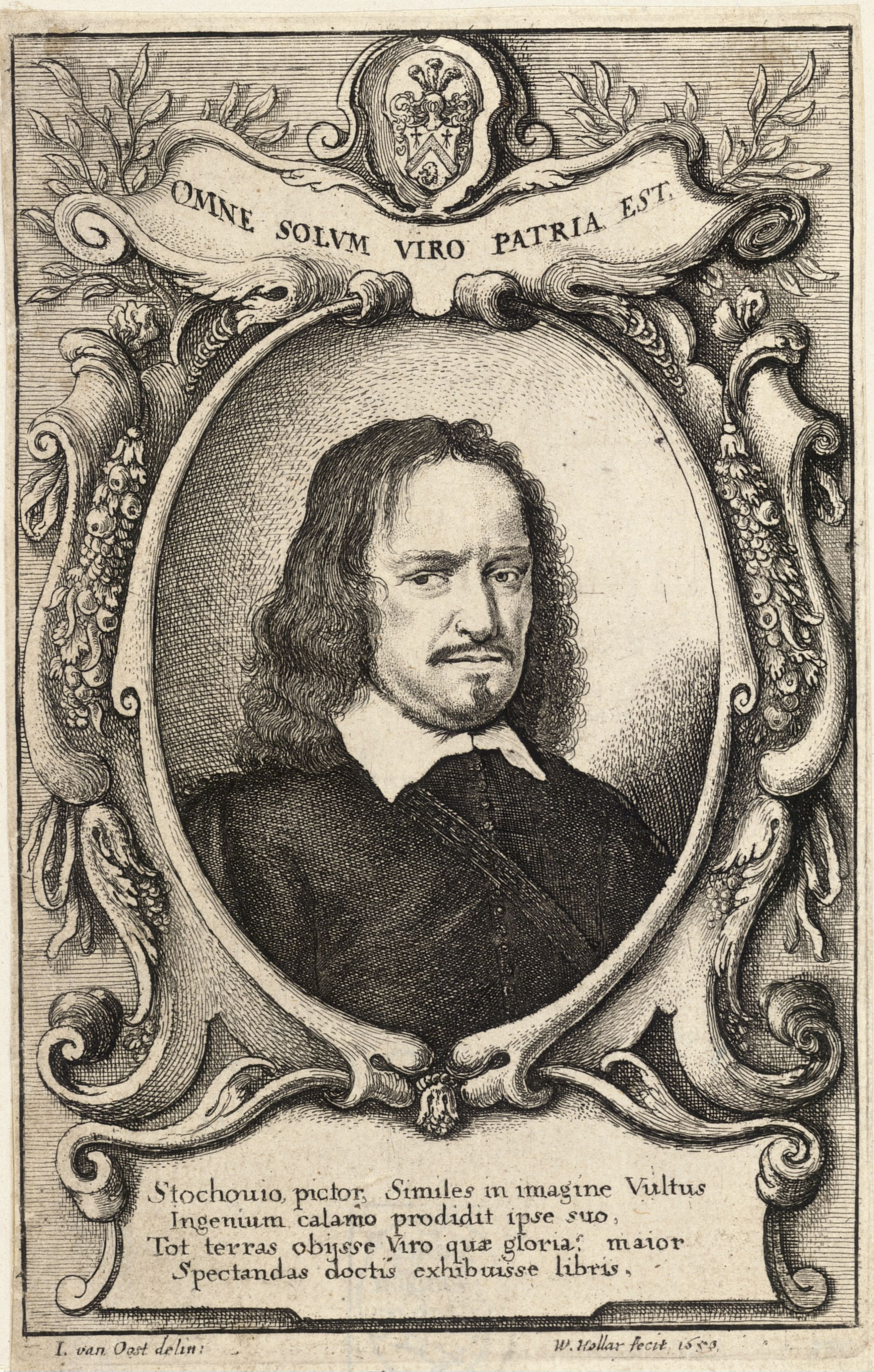
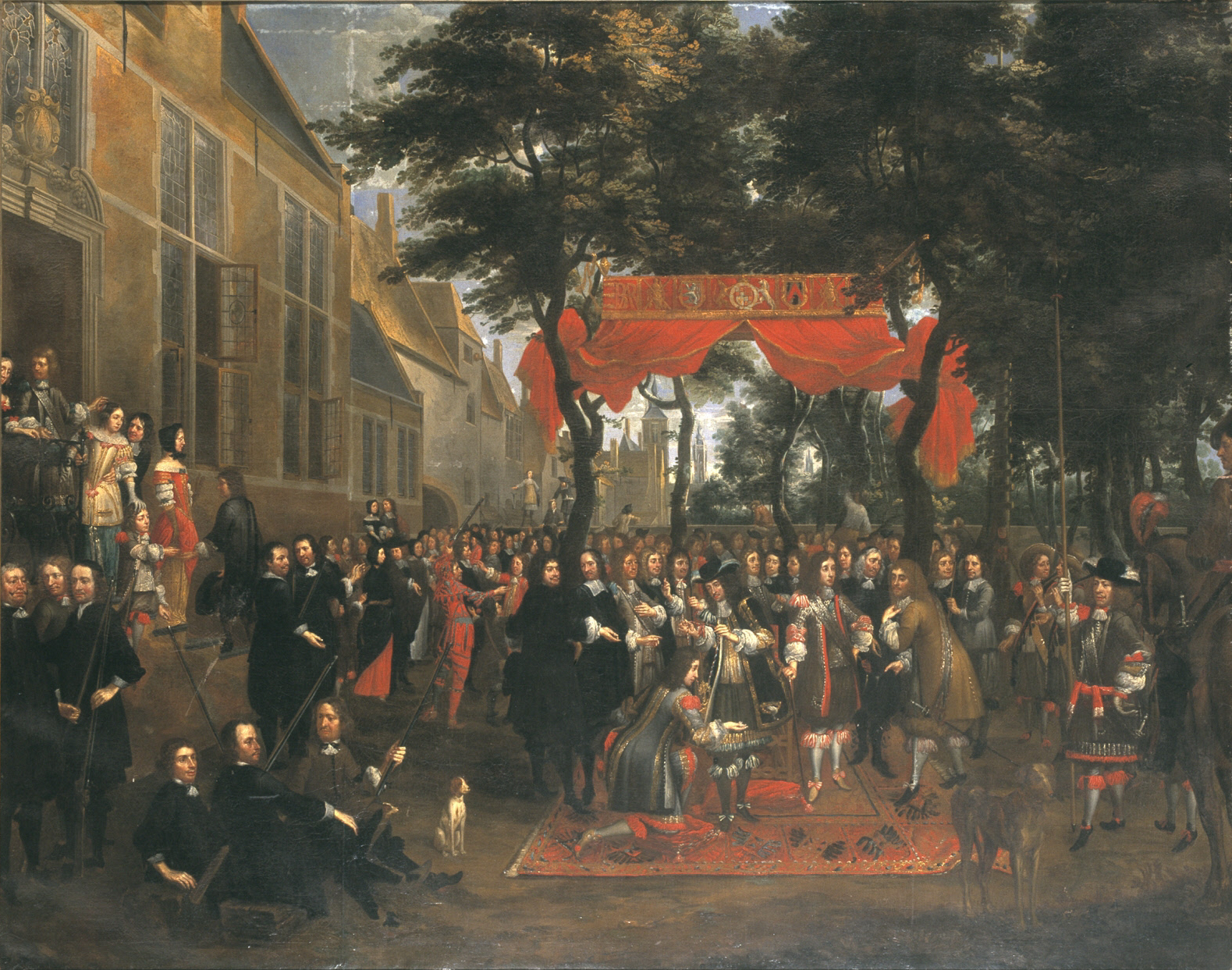
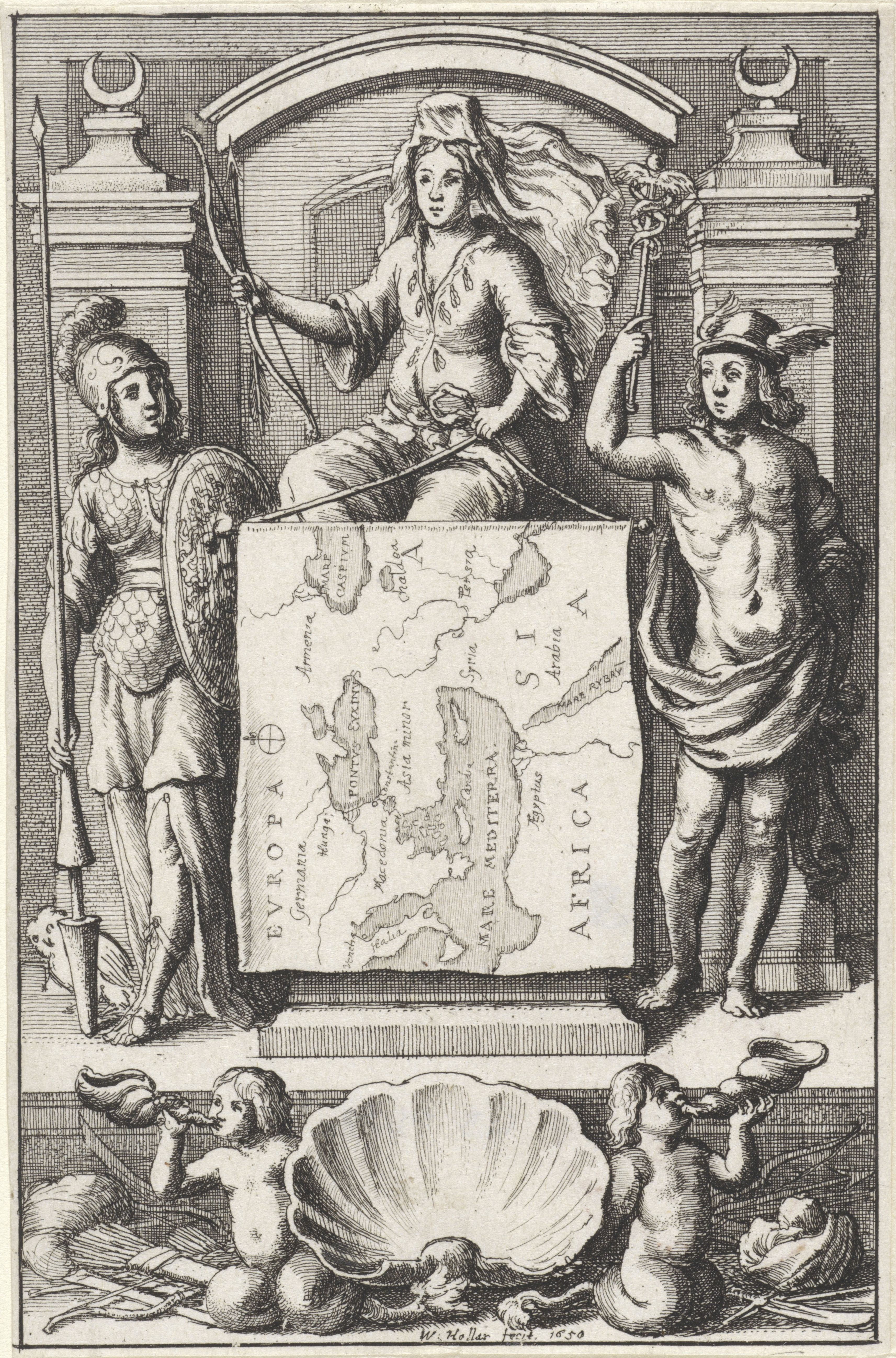

## Ouvrages
- Voyage du Levant. H.A. Velpius, 1662.
- L'Othoman ou l'abrégé des vies des empereurs turcs, depuis Othoman I jusques à Mahomet IV à present regnant. J. Schipper, 1665.

Le seul manuscrit connu encore existant a été déposé à la Bibliothèque royale de Belgique en 1971 et est conservé au Cabinet des manuscrits.

## Littérature
- « Vincent Stochove », Biographie nationale de Belgique, T. XXIV, 43-46.
- Baudouin VAN DE WALLE, Voyage en Egypte. Vincent Stochove, Gilles Fermanel, Robert Fauvel 1631, Coll. Voyageurs occidentaux en Égypte, t. XV. Institut Français d’Archéologie orientale du Caire, 1975
- Antoon VIAENE, Vincent Stochoves “Voyage” op de boekenmarkt, in: Biekorf, 1977, blz 354-55
- Andries VAN DEN ABEELE, Het geslacht Stochove. Komen en gaan van een adellijke familie in Brugge, in: Vlaamse Stam, 2002